# Copelatus lignosus
Copelatus lignosus är en skalbaggsart som beskrevs av Guignot 1955. Copelatus lignosus ingår i släktet Copelatus och familjen dykare. Inga underarter finns listade i Catalogue of Life.